# Defiance (videojuego)
Desafío fue un videojuego de ciencia ficción con temas de mundo persistente multijugador masivo en línea de disparos en tercera persona desarrollado por Trion Worlds. Defiance tuvo lugar en una Tierra terraformada varios años en el futuro. Fue un vínculo con elprograma de Syfy del mismo nombre . El juego fue lanzado en abril de 2013 para Microsoft Windows, PlayStation 3 y Xbox 360. También fue lanzado en Steam. El juego se volvió gratuito.el 4 de junio de 2014 para PC, el 14 de agosto de 2014 para PS3 y el 18 de noviembre de 2014 para Xbox 360. Los servidores de juegos oficiales, foros comunitarios y medios de comunicación social fueron cerrados por la empresa propietaria Gamigo el 29 de abril de 2021.

## Jugabilidad
Los personajes provienen de uno de los cuatro orígenes: veteranos, forajidos, maquinistas o supervivientes. Los veteranos son un grupo de soldados que sobrevivieron a The Pale Wars, un conflicto masivo entre humanos y extraterrestres. Los forajidos son criminales que asaltan y destruyen en busca de fortunas. Los maquinistas son carroñeros, que recuperan tecnología alienígena para obtener ganancias y ganarse la vida con ella. Los supervivientes son humanos o extraterrestres que intentan sobrevivir en el mundo hostil recién formado. Además del arma inicial inicial y también el disfraz, esta elección, similar a Race (Human, Irathient y Castithan) no tiene consecuencias en el juego posterior, y todas las armas, habilidades y disfraces son igualmente accesibles para todos los jugadores más allá del área del tutorial.
Los jugadores pueden elegir ser un Humano o un "Irathient" (una especie alienígena humanoide que es similar a los humanos), o la raza Castithan si tienen contenido descargable particular disponible.
A los Ark Hunters se les inyecta un EGO (Environmental Guardian Online), un implante bionético neuromuscular simbiótico desarrollado por Von Bach Industries, que ayuda a los jugadores a navegar por el Área de la Bahía y les da acceso a habilidades únicas.

## Configuración
El juego tiene lugar en el Área de la Bahía de San Francisco, 15 años después de las devastadoras Guerras Paleas entre la Tierra y una alianza flexible de razas extraterrestres conocida como Votanis Collective. Los Votans llegaron a la Tierra en busca de un nuevo hogar después de la destrucción de su sistema solar, sin saber que el planeta ya estaba habitado. La fricción entre los recién llegados y la Humanidad llevó a la guerra, durante la cual la terraformación de Votanse desató la tecnología. Como resultado, la superficie de la Tierra se alteró drásticamente, introduciendo cambios radicales en la topografía, la extinción de especies de plantas y animales y la aparición de nuevas especies. Posteriormente, los humanos y los votantes se vieron obligados a vivir juntos. Los personajes del jugador son reclutados como "Ark Hunters" por el industrial Karl Von Bach para buscar en el Área de la Bahía en busca de tecnología alienígena avanzada y costosa. Los jugadores también participan en misiones secundarias para ganar dinero en efectivo o desafíos en los que compiten con otros Ark Hunters.

## Desarrollo
Defiance había estado en desarrollo desde agosto de 2008. Comenzó como un esfuerzo de colaboración entre Trion y Syfy para hacer un videojuego que se ejecutara junto con una serie de televisión. Según los informes, el editor ha gastado más de $ 70 millones durante el desarrollo.
El modelo de negocio del juego se cambió de un juego pago a un juego gratuito el 1 de mayo de 2014 para presentar el juego a una audiencia más amplia. Trion Worlds también agregó que considerarían la posibilidad de desarrollar un puerto para PlayStation 4 y Xbox One una vez que las consolas tengan una gran base de jugadores.
En octubre de 2015, Syfy anunció que el programa Defiance se suspendería después del final de su tercera temporada, pero Trion Worlds continuaría apoyando el juego después de la cancelación del programa. El 1 de marzo de 2016, Trion anunció la actualización "Dark Metamorphosis" para el juego, que se publicitó como la cuarta temporada de Defiance.

### Defiance 2050
En diciembre de 2017, Trion Worlds confirmó que se estaba desarrollando una versión del juego para Playstation 4. También declararon que no tenían planes de hacer una secuela, sino que continuarían actualizando el juego con nuevo contenido. La nueva versión, llamada Defiance 2050 , salió el 10 de julio de 2018 para PC, Xbox One y PS4. Cuenta con el mismo mapa, historia, misiones, NPC, enemigos, sonidos, HUD y otros activos del primer juego; sin embargo, las cuatro clases han sido reemplazadas por cuatro nuevas, cada una de las cuales tiene su propio árbol de poder EGO. Muchas de las armas también fueron reemplazadas, las habilidades con las armas se consolidaron y se hicieron algunos otros ajustes menores. Los artículos cosméticos que se compraron para el primer juego se copian automáticamente a Defiance 2050, pero otros artículos no, incluidos los artículos que los jugadores ganaron de las cajas de botín que se pagaron con efectivo (como el Omec Respark Energizer V). Los personajes del jugador no se pueden transferir del primer juego al segundo. Al igual que su predecesor, Defiance 2050 es un juego gratuito.

## Cierre del servidor
El 27 de abril de 2020, Gamigo anunció en los foros oficiales de Defiance que los servidores de Defiance para Xbox 360 se cerrarían el 25 de mayo de 2020 y el juego ya no sería accesible. Los servidores de PC y PS3 no se verían afectados por este cierre. Cualquier usuario que tuviera una cuenta para Defiance 2050 o deseara crear una, recibiría una compensación especial única y un beneficio de transferencia basado en varios factores de progreso del juego y compras en sus cuentas.
El 24 de febrero de 2021, Gamigo anunció que tanto Defiance como Defiance 2050 se cerrarán el 29 de abril de 2021. El 29 de abril de 2021 a las 2:00 a. m., Hora estándar del Pacífico, se cerraron los servidores Defiance y Defiance 2050. Los foros de la comunidad y todas las páginas de redes sociales oficiales relacionadas con la franquicia Defiance también se cerraron en 24 horas.
Luego de 4 años, inesperadamente la Comunidad recibió una noticia esperanzadora, la empresa indie "Fawkes Games" anunció el 7 de marzo de 2025 que se hicieron acreedores de los derechos de licencia de Gamigo, del juego Defiance en la versión original, así como también de Defiance 2050.
Así el día 18 de abril de 2025 a través de su launcher, relanzó el juego que hasta el momento será únicamente en la versión de Pc.

## Recepción
El juego recibió críticas "mixtas" en todas las plataformas según el sitio web agregador de reseñas Metacritic, y también de los críticos.
411Mania le dio a la versión Xbox 360 una puntuación de siete sobre diez y la calificó como "una buena base para un MMO de consola". De manera similar, Digital Fix le dio siete de cada diez y dijo que "se adapta muy bien a su ritmo y se convierte en un juego que es tan fácil de aprender y jugar que no puedes evitar enamorarte un poco". National Post le dio a la versión de PlayStation 3 una puntuación de seis sobre diez, diciendo que "parece simplemente ofrecer otro gran mundo abierto lleno de armas para recolectar y criaturas para matar. No negaré que he tuve momentos de diversión haciendo agujeros en Hellbugs durante la última semana, pero fue de una variedad sin sabor que podría haber derivado de cualquier número de otros shooters en tercera persona ". The Escapist le dio a la misma versión de consola dos estrellas y media de cinco y lo llamó "un juego de disparos en tercera persona en el medio del camino que nunca parece capitalizar completamente su entorno post-apocalíptico lleno de extraterrestres". Digital Spy le dio dos estrellas de cinco y dijo: "Existe el potencial para que Defiance sea más que un MMO de consola medio decente con problemas técnicos". Metro UK le dio a la versión Xbox 360 una puntuación similar de cuatro sobre diez y dijo: "Una combinación de bajo presupuesto, ambición (relativamente) alta y ejecución mediocre, Defiance es un juego difícil de odiar pero fácil de perder interés".